# Life in Mono (сингл)
Life in Mono — дебютный сингл английского трип-хоп-дуэта Mono. Он был выпущен на первом EP группы в 1996 году и содержал различные ремиксы, в первую очередь два от Propellerheads, а также в 1997 году на единственном альбоме группы Formica Blues.

## История
Припев состоит из повторяющихся фраз «Инженю, я просто не знаю, что делать» (англ. Ingenue, I just don't know what to do).
Life in Mono была использована в качестве одной из тем фильма «Большие надежды» 1998 года (после того, как Роберт Де Ниро, работавший над фильмом, услышал песню), появлялась в эпизоде «Монстр» «Дарьи» и телесериале «Её звали Никита» в 14 серии 2 сезона, а также использовалась для запуска телевизионной рекламы  британского легкового автомобиля Rover 25. Кавер на неё был сделан Эммой Бантон  в 2006 году для её третьего альбома, также названного Life In Mono.

## Восприятие
Billboard посчитал использование песни в «Больших надеждах» примером «действительно работающей» музыки к фильму, назвав её  полный переживаний текст отличным дополнением к затруднениям персонажа Итана Хоука и сравнив вокал де Маре с голосами Роберты Флэк и Билли Холидей.

### Чарты
| Чарт (1998)                       | Лучшая позиция |
| --------------------------------- | -------------- |
| Австралия (ARIA)                  | 83             |
| США (Billboard Hot 100)           | 70             |
| США (Billboard Alternative Songs) | 28             |